# Rossiya Segodnya
Rossiya Segodnya (en ruso: Россия сегодня, AFI: [rɐˈsʲijə sʲɪˈvodʲnʲə], 'Rusia Hoy') es la agencia de noticias internacional propiedad estatal fundada por decreto presidencial el 9 de diciembre de 2013. Rossiya Segodnya incorpora el antiguo servicio de noticias RIA Novosti y el servicio de radio internacional La Voz de Rusia (antes Radio Moscú). Está dirigida por Dmitri Kiseliov, un presentador de noticias en el canal de televisión Rossiya 1. De acuerdo con el decreto presidencial, el objetivo de la nueva agencia es "proporcionar información sobre la política estatal de Rusia y de la vida y de la sociedad rusa para el público extranjero". El jefe del personal del presidente Vladímir Putin, Serguéi Ivanov, dijo que Rossiya Segodnya se estaba creando a la preocupación por la eficiencia de costes en los medios estatales.
De acuerdo con un informe sobre el canal de noticias RT la agencia de noticias Rossiya Segodnya no está relacionada al canal de noticias RT a pesar de la similitud en el nombre (RT era conocida como Russia Today antes de su cambio de nombre en 2009). No obstante complementará el trabajo de la cadena de televisión en lengua extranjera financiada por el Estado. Además, el 31 de diciembre de 2013, la redactora jefe de RT, Margarita Simonián, fue nombrada redactora jefe de la agencia y servirá en las dos posiciones al mismo tiempo.